# Scenopinus harleyi
Scenopinus harleyi är en tvåvingeart som beskrevs av Kelsey 1971. Scenopinus harleyi ingår i släktet Scenopinus och familjen fönsterflugor. Inga underarter finns listade i Catalogue of Life.